# Meurtre par intérim (film, 1993)
Pour les articles homonymes, voir Meurtre par intérim.
Pour plus de détails, voir Fiche technique et Distribution.
Meurtre par intérim ou L'Ambitieuse au Québec (The Temp) est un film américain réalisé par Tom Holland et sorti en 1993.

## Synopsis
Portland, Oregon. Peter Derns, la trentaine, est en séance chez son psy. Il se sent enfin prêt à revoir son épouse Sharon, dont il a dû se séparer à cause de ses crises malsaines de jalousie. Le psy lui conseille toutefois de prendre encore un peu de temps. 
Ensuite, Peter se rend à une réunion de travail. Il est directeur de marketing chez Appleby, un fabricant industriel de cookies. La directrice de l’entreprise est Charlene Towne, son vice-président est Roger Jasser. Lors de la réunion, Peter propose le lancement d’une boîte à biscuits à l’ancienne, dans le style des années 1950. Son projet prévoit de la vendre à perte juste pour lancer le produit. Les autres cadres de l’entreprise, dont Jack Hartsell et Sara Meinhold, sont mitigés. Un autre cadre venu de New York pour le compte de Bart Foods, une société qui est en passe de prendre le contrôle d’Appleby, n’approuve pas du tout cette idée. Mais Charlene soutient le projet de Peter et l’incite à continuer. Peter a besoin de rédiger un rapport détaillé pour le lendemain, mais il ne peut pas compter sur son secrétaire Lance qui doit s’absenter pour des raisons de famille. Heureusement, le lendemain, dès son arrivée au bureau, il y trouve une charmante jeune intérimaire : Kris Bolin. Cette dernière s’active tout de suite avec beaucoup de savoir-faire pour permettre à Peter de préparer son rapport dans les temps. Pendant qu’elle travaille à l’ordinateur, Peter jette un coup d’œil à son décolleté; elle s’en aperçoit mais n’est pas vexée. Plus tard, lors d’un repas d’entreprise en plein air, Kris se met encore en lumière en aidant Jack Hartsell à se débarrasser d’un frelon. Jack avait paniqué à la vue de l’insecte car il est allergique au venin de l’animal et une seule piqûre pourrait lui être fatale.  
Dans les jours suivants, Kris, qui a gagné la confiance de Peter, lui propose de s’occuper de tous ses dossiers, et même de la gestion de ses dépenses personnelles. Kris dit avoir un mari et une petite fille de trois ans, comme semble témoigner une photo d’un homme et d’une enfant posée sur son bureau. Un soir, alors qu’ils sont restés les derniers au bureau, Kris, qui a le don d’être très sexy, propose des idées très intéressantes pour le projet marketing de Peter : il s’agit entre autres de produire des cookies en forme de cœur. Peter est troublé par le charme de Kris, mais il se retient et il la complimente pour ses idées. Kris a vite compris que Peter est séparé de sa femme. Le matin suivant, Peter arrive au bureau et trouve son collègue Jack qui fait la cour à Kris. Il en est un peu jaloux, mais Kris lui explique qu’elle doit bien chercher un autre poste après la fin de sa mission d’intérim.
Le jour du retour de Lance, le secrétaire titulaire, Kris se prépare à partir, mais un horrible accident arrive au pauvre Lance: sa main est prise dans le broyeur de papier. Kris peut donc prolonger sa mission chez Peter. Le matin suivant, Kris écoute une conversation téléphonique entre Peter et son psy et apprend ainsi des troubles du comportement dont Peter a souffert. À midi, Peter déjeune avec Charlene et cette dernière lui dit être ravie de son idée du cookie en forme de cœur. Peter apprend en effet que Kris en a parlé à Charlene, mais sans en prendre le mérite pour elle. Kris est en plus diplômée de la prestigieuse université Stanford, mais elle a accepté en toute modestie un emploi d’intérimaire. De retour au bureau, Peter est intrigué par le comportement de Kris, mais il ne peut pas approfondir l’argument avec elle car Kris porte la conversation ailleurs. 
Lors d’une séance de dégustation des nouveaux cookies, tous les cadres plus Kris sont présents. Kris est la seule à critiquer la recette en proposant de la vraie mélasse à la place de l’additif au goût de mélasse, qui est par ailleurs plus cher. Charlene et Roger sont d’accord avec elle et obligent le pâtissier à changer la composition de la recette. Peter est toujours plus surpris par l’entreprenante Kris.
Un dimanche matin, Peter fait du jardinage et reçoit la visite a surprise de sa femme Sharon. Elle voudrait reprendre à le fréquenter. Peter lui propose de dîner ensemble un soir de la semaine suivante. Le lendemain, alors que Peter se trouve dans un embouteillage avec sa voiture, il remarque la voiture de son collègue Jack mal garée sur la bas côté de la route. Il s’arrête et inspecte le véhicule, pour découvrir que Jack est mort, piqué par un frelon. De retour au bureau, Peter est encore secoué, mais Kris l’aide à se détendre en lui faisant un massage des épaules. 
Un matin, Peter arrive au bureau et y trouve son ami Brad Monroe qui l’attend. La situation est embarrassante, car Brad travaille chez Bakery Mills, une entreprise concurrente, et il était en train de regarder un document confidentiel posé sur le bureau de Peter. 
Ce soir-là, Kris note que Peter a exposé une photo dans son bureau, il s’agit de lui en compagnie de sa femme Sharon. Kris semble troublée du nouveau rapprochement entre Peter de sa femme, et elle décide de l’invite à boire un verre après le travail. Après avoir hésité, Peter accepte. Dans le bar, il raconte à Kris ses histoires de jalousie. Ensuite, il demande à Kris de lui parler de son propre mariage. Kris répond de façon évasive, en lui faisant comprendre d’être malheureuse. Elle essaye à nouveau de le tenter, mais, lui, il ne cède pas. En sortant du bar, Kris salue Peter en approchant son visage du sien, comme pour faire croire à un baiser. C’est du moins ce que Sharon croit de voir, car elle est assise dans le restaurant juste à côté du bar. Après le départ de Kris, Peter se rend compte que Sharon les a vus et il y a une nouvelle dispute entre lui et sa femme. En outre, Sharon lui apprend que Kris a utilisé leur compte bancaire pour s’acheter une montre. 
Le lendemain, au bureau, il y a une autre dispute, cette fois entre Peter et Kris. Mais Kris prétend qu’elle avait juste emprunté sa carte pour un achat impulsif et lui montre le chèque qu’elle avait déjà préparé pour le rembourser. Peter accepte les excuses mais il envisage de se séparer de Kris. 
Quelques jours plus tard, alors qu’ils se promènent dans un parc, Peter commence a dire à Kris que leurs chemins professionnels doivent se séparer. Avant qu’il ait le temps de finir, Kris l’embrasse en le remerciant. Elle lui dit être déjà au courant, elle vient en effet être promue directrice de marketing. Peter en est choqué. Lui, il avait eu le poste de Jack après son décès, mais il ne s’attendait pas à une évolution aussi rapide pour Kris. Il s’en plaint plus tard auprès du vice-directeur Roger et de sa collègue Sara. Le soir même, Kris va lui rendre visite dans son bureau pour lui donner un cadeau de sa part, un coupe-papier avec manche en ivoire. 
Quelques jours plus tard, quand les cookies sont présentés pour la première fois au public d’un supermarché, il y a un affreux accident, les biscuits sont immangeables car quelqu’un a saboté leur fabrication. Charlene convoque immédiatement ses cadres et prépare la stratégie de riposte. Elle demande une enquête interne et charge Kris de parler à la TV pour expliquer que la société fera toute la lumière nécessaire sur cet épisode. Peter commence à soupçonner que Kris est derrière toute cette série d’accidents et il en parle à nouveau au vice-directeur Roger, mais il se sent répondre que le suspect est plutôt son ami Brad Monroe, l’employé de la société concurrente Baker Mills. 
Lors d’une journée d’entreprise en plein air près du lac Battle Ground State Park dans l’état de Washington, il y a quelques épisodes curieux : lors d’un jeu Peter est traîné dans la boue et Kris se moque de lui, ensuite il y a une petite dispute verbale entre Roger et Kris. Plus tard, Peter décide de se relaxer un peu en s’installant sur une bouée flottant au large. Mais Kris le rejoint à la nage et essaie de le séduire avec des discours très suggestifs. Elle lui parle notamment de faire l’amour dans l’eau. 
Quelques jours plus tard, alors qu’il est encore au bureau le soir tard, Peter trouve Roger qui s’est pendu, apparemment à cause des suites de l’accident des cookies (les actions boursières de la société avaient perdu plusieurs points). Après l’enterrement de Roger, Peter se voit confier des nouvelles responsabilités de la part de Charlene, car la boîte doit continuer à tourner. Mais Kris aussi a des nouvelles responsabilités. Le soir même, alors que Peter va chercher sa voiture dans le garage d’entreprise, Kris apparaît au volant de sa voiture et fait semblant de vouloir le renverser. Mais c’est juste une blague, elle s’arrête au dernier instant et dit à Peter que, eux deux, ils resteront toujours amis, avant de redémarrer sur les chapeaux de roues.  
Peter commence à être paranoïaque et, le lendemain, même un petit match de basket avec son ami Brad risque de mal tourner. Il décide alors d’espionner Kris pour en apprendre davantage sur elle. Un soir, il reste tard au travail et va fouiller dans le bureau de Kris. Dans un tiroir, il trouve la photo de lui avec Sharon, mais pliée à moitié, de façon telle à voir seulement lui, comme si Kris était amoureuse de lui et voulait l’éloigner de Sharon. Lors de sa fouille, Peter est surpris par Sara et doit partir. Peu après, c’est Sara qui va fouiller chez Kris, car elle aussi nourrit des soupçons sur elle. Le jour suivant, Peter appelle le bureau d’intérim qui avait envoyé Kris. Il obtient l’adresse de son employeur précédent et se rend sur place pour mener sa petite enquête. Il découvre que l’ancien patron de Kris est décédé de façon brutale et que Kris avait été jalouse de la promotion qu’il avait donné à une stagiaire.
En menant son enquête, Peter oublie d’aller assister au match de basket de son fils Nathan. Il s’y rend toutefois avec beaucoup de retard et en profite pour parler avec Sharon de ses soupçons. Sa femme lui répond qu’il exagère et lui conseille de reprendre rendez-vous avec le psy. Peter s’en va énervé, mais, en sortant du Palais du basket, il voit Kris et son ami Brad Monroe assis à un bar. Il pense à un lien entre les deux et il se rend compte que cela expliquerait beaucoup de choses. Le soir, il va au domicile de Kris pour constater la réalité de son mariage. Il pénètre dans la propriété et se rend compte que Kris vit seule. Attiré par des gémissements, il regarde par la fenêtre de la chambre et il la voit en train de se masturber, mais il est surpris par quelqu’un du voisinage et il doit s’enfouir. 
Le lendemain, Charlene réunit tous les cadres de l’entreprise pour une réunion de crise. Il y a eu de l’espionnage industriel, la société concurrente Baker Mills a lancé un produit similaire aux cookies d’Appleby en les devançant d’une semaine. Après la réunion, Peter invite Kris et sa famille pour un dîner chez lui, mais elle refuse. Puisque Peter insiste, Kris dit que son mari vient de la quitter en emmenant l’enfant. Kris semble toujours avoir la réponse prête.
Le lendemain, Sara confie à Peter le résultat de sa propre enquête sur Kris : d’après elle, Kris Bolin n’aurait jamais fréquenté l’université Stanford, car elle ne figure pas dans la liste des anciens élèves. Peter n’a pas le temps d’approfondir, car, alors qu’il va vers son bureau, tout le monde le regarde d’un drôle d’air. Dans son bureau, il y a Charlene et un informaticien de l’entreprise qui a trouvé un document confidentiel dans son ordinateur. Charlene dit alors a Peter de quitter l’entreprise et d’attendre sa décision. Très tendu, Peter va dans le bureau de Kris et essaie de l’agresser physiquement, avant que des collègues viennent l’immobiliser. Ce soir-là, dans un bar en compagnie de Brad, Peter boit plus que nécessaire et il se fait mettre à la porte. Ensuite, au milieu des sacs de poubelle, il se dispute avec Brad aussi. Peter se réveille le lendemain encore tout habillé et avec la gueule de bois. Heureusement, Charlene l’appelle pour s’excuser avec lui et lui demander de reprendre le travail. Le document confidentiel lui avait été envoyé par erreur par le service R&D, c’est Kris qui a découvert l’erreur et qui l’a signalé. C’est donc elle qui a permis a Peter d’être complètement blanchi. De retour au bureau, Peter est nommé vice directeur à la place de Roger et il apprend que Sara a été mutée, car elle fouillait un peu trop ans les bureaux de ses collègues. 
Tout semble maintenant aller pour le mieux. Charlene propose a Peter une mission en compagnie de Kris. Ils devront se rendre à Salem pour inspecter l’usine de fabrication des cookies. Peter part donc en déplacement avec Kris, mais alors que leur voiture file à plus de 100 km/h sur l’autoroute, les freins ne répondent plus. Après avoir risqué leur vie plusieurs fois, Peter réussit à arrêter le véhicule et s’aperçoit que les freins avaient été sabotés. Le soir, à l’hôtel, Peter demande à Kris pourquoi elle a menti au sujet de Stanford. Elle avoue qu’elle y a été obligée pour trouver un bon emploi, ensuite elle rappelle à Peter ce qu’elle a fait pour lui. Elle semble à nouveau vouloir le séduire, mais Peter reste toujours froid. 
Un peu plus tard au cours de la nuit, Peter reçoit un appel dans sa chambre. La réception de l’hôtel le prévient d’un message laissé par Charlene. Il y aurait eu une alerte dans l’usine de cookies et Charlene serait déjà sur place. Peter doit s’y rendre aussi. Peter prend donc un taxi et va jusqu’à l’usine en pleine nuit. Dès qu’il rentre dans l’établissement faiblement illuminé, il trouve par terre le gardien du site, poignardé avec le coupe-papier que Kris lui avait offert. Plus loin, il voit Kris allongée par terre mais juste étourdie. Kris dit qu’elle a été agressée. Peter pense que Charlene est la responsable et la cherche, mais il reçoit un coup sur la tête et il s’évanouit quelques instants. Dès qu’il revient à lui, il voit Charlene et Kris en train de lutter sur un pont métallique en haut de l’usine. Charlene semble gagner le combat et, armée d’un tuyau métallique, fait le geste de frapper Peter quand ce dernier essaie de s’approcher d’elle dans la pénombre. Mais Peter la pousse au-delà de la rambarde. Avant de tomber, Charlene lui dit un dernier mot : « Les photos ! », ensuite elle chute sur une dizaine de mètres et meurt presque aussitôt.  
Quand tout revient à la normalité, Peter a été nommé directeur de l’entreprise à la place de Charlene et il a même réussi à se remettre avec sa femme Sharon. En prenant possession du bureau de Charlene, Peter note toutefois plusieurs copies d’une photo qu’il a déjà vue : celle du prétendu mari et du prétendu enfant de Kris Bolin. La secrétaire de Charlene lui explique qu’il s’agit en réalité d’un photo publicitaire qui est fournie quand on achète les cadres porte-photo. C’est probablement de ces photos que Charlene avait parlé avant de mourir. Peter se rend compte que Kris était derrière tous les accidents et que Charlene l’avait découverte. Dans l’usine de Salem, Kris avait fait venir Charlene pour la tuer et mettre le meurtre sur le dos de Peter. Encore avec les photos entre les mains, Peter voit Kris toute souriante qui vient le voir dans son nouveau bureau. Il lui dit alors qu’il a tout découvert et ensuite il dit à son autre secrétaire d’appeler la police.

## Fiche technique
- Titre français : Meurtre par intérim
- Titre québécois : L'Ambitieuse
- Titre original : The Temp
- Réalisation : Tom Holland
- Scénario : Kevin Falls et Tom Engelman, avec la participation non créditée de Nicholas Meyer
- Musique : Frédéric Talgorn
- Photographie : Steve Yaconelli
- Montage : Scott Conrad
- Décors : Joel Schiller
- Costumes : Tom Rand
- Production : Tom Engelman, Hawk Koch (en) et David Permut
- Société de production : Paramount Pictures
- Budget : 15 millions de dollars américains
- Pays de production :  États-Unis
- Format : Couleurs - 1,85:1 - Dolby - 35 mm
- Genre : drame et thriller
- Durée : 96 minutes
- Date de sortie :
  - États-Unis : 12 février 1993

## Distribution
- Timothy Hutton (V.F. : Emmanuel Jacomy) : Peter Derns
- Lara Flynn Boyle (V.F. : Micky Sébastian) : Kris Bolin
- Faye Dunaway (V.F. : Perrette Pradier) : Charlene Towne
- Steven Weber (V.F. : William Coryn) : Brad Montroe
- Colleen Flynn (V.F. : Marie Vincent) : Sara Meinhold
- Oliver Platt (V.F. : Jean-Michel Farcy) : Jack Hartsell
- Dwight Schultz (V.F. : Philippe Dumont) : Roger Jasser
- Maura Tierney (V.F. : Françoise Cadol) : Sharon Derns
- Lin Shaye (V.F. : Jacqueline Cohen) : Rosemary
- Scott Coffey (V.F. : Bruno Dubernat) : Lance
- Rob LaBelle : Bill Lives
- Daniel C. Swanson : Nathan Derns
- Dakin Matthews (V.F. : Jean-Pierre Leroux) : Dr Ron Feldman
- Jesse Vint : Larry

## Production
Le rôle de Charlene Towne est tout d'abord proposé à Diane Ladd, avant de revenir à Faye Dunaway
Le tournage se déroule dans l'Oregon (North Coast, Portland, Cannon Beach, université d'État de Portland, ...) ainsi qu'à Battle Ground dans l'État de Washington.

## Bande originale
- Wicked, Nasty & Mean, composé par James Kalamasz et Alain J. Leroux
- Basketball Glitter, interprété par D. Brent Nelson
- And Your Music, interprété par David Hartley
- Falling In Love, composé par Alec Gould
- It Ain't Country, interprété par Charles Martin Imouye

## Distinctions
Faye Dunaway reçoit le prix du pire second rôle féminin aux Razzie Awards 1994.